# Osprynchotus kingi
Osprynchotus kingi là một loài tò vò trong họ Ichneumonidae.